# 叶家松
叶家松（1948年9月—），中华人民共和国政治人物，福建闽侯人，曾任中共莆田市委书记，福建省政协副主席等职务。